# Escou
Escou ist eine französische Gemeinde mit 430 Einwohnern (Stand 1. Januar 2022) im Département Pyrénées-Atlantiques in der Region Nouvelle-Aquitaine (vor 2016: Aquitanien). Sie gehört zum Arrondissement Oloron-Sainte-Marie und zum Kanton Oloron-Sainte-Marie-2 (bis 2015: Kanton Oloron-Sainte-Marie-Est).
Der Name in der gascognischen Sprache lautet Escor. Die Einwohner werden Escounois und Escounoises genannt.

## Geographie
Escou liegt ca. 10 km östlich von Oloron-Sainte-Marie in der historischen Provinz Béarn.
Umgeben wird der Ort von den Nachbargemeinden:
|         |                                             | Lasseube       |
| Escout  | Kompassrose, die auf Nachbargemeinden zeigt |                |
| Herrère |                                             | Ogeu-les-Bains |

Escou liegt im Einzugsgebiet des Flusses Adour. Ein Zufluss des Gave d’Oloron, der Escou, durchquert das Gemeindegebiet mit seinen Nebenflüssen
- Ruisseau Bidou,
- Ruisseau Hauret,
- Ruisseau de Claverie,
- Ruisseau Sarailles und
- Arrigastou mit dem Zufluss
  - Fossé le Rieu Marsous.

Außerdem bewässen der Ruisseau Moulias und der Ruisseau Labronze, ein Nebenfluss der Aurance, das Gebiet der Gemeinde.

## Geschichte
Eine frühe Besiedelung des Landstrichs lässt sich anhand der Funde von Dolmen bis in die Jungsteinzeit zurückverfolgen.
Erste Toponyme und Erwähnungen von Escou waren:
- Escoo (1380, Verträge des Notars Luntz),
- Scoo (1546, Manuskriptsammlung des 16. bis 18. Jahrhunderts) und
- Sent Pierre d’Escou (1656, Eingliederung in das Bistum Oloron).[6]

In der Volkszählung des Béarn von 1385 wurden in Escou elf Haushalte gezählt und vermerkt, dass die Gemeinde in der Bailliage von Oloron liegt.
In der Folge war Escou Sitz der Grundherrschaft, die auch die heutigen Nachbargemeinden Escout und Herrère umfasste.

### Einwohnerentwicklung
Nach einem ersten Höchststand von über 500 Einwohnern in der ersten Hälfte des 19. Jahrhunderts hat sich die Zahl bei kurzen Wachstumsphasen bis zu den 1970er Jahren um insgesamt über 50 % reduziert. Seitdem ist aufgrund der Nähe zu Oloron-Sainte-Marie ein Wachstum zu verzeichnen.
| Jahr      | 1962 | 1968 | 1975 | 1982 | 1990 | 1999 | 2006 | 2009 | 2022 |
| --------- | ---- | ---- | ---- | ---- | ---- | ---- | ---- | ---- | ---- |
| Einwohner | 285  | 273  | 232  | 273  | 318  | 319  | 385  | 385  | 430  |

## Sehenswürdigkeiten
- Pfarrkirche, gewidmet dem Apostel Simon Petrus. Die ursprüngliche Kirche wurde 1688 erbaut, wie eine Inschrift über der Arkade des Eingangs am Fuß des Glockenturms belegt. Ihr baufälliger Zustand am Ende des 19. Jahrhunderts führte zu einem Abriss und Neubau mit Ausnahme des Glockenturms. Das einschiffige Langhaus ist mit einer halbrunden Apsis abgeschlossen. Zwei Seitenkapellen bilden ein falsches Querschiff. Das Gewölbe des Chors ist mit Wandmalerei verschönert, Glasfenster sind Werke von der in der Region bekannten Glasmalerei Mauméjean aus Pau.[9][10]

- Haus Capeig. In der Nähe der Pfarrkirche wurde das Gebäude im 17. Jahrhundert erbaut, im 19. Jahrhundert restauriert. Es war im Besitz der Familie Bordes, anschließend der Familie Capeig, deren bestimmte Mitglieder Bürgermeister der Gemeinde waren und die dem Haus seinen Namen gaben. Aufgrund seiner Architektur und Ausschmückung war es seinerzeit das prunkvollste Gebäude des Orts. In der Folge errichtete ein Sanitätsoffizier einen Pavillon im Garten, der ihm als Grabstätte dienen sollte. 1928 ist das Haus vererbt worden mit dem Ziel, ein Altersheim hier einzurichten. Ab 1933 beherbergte es verschiedene Ordensgemeinschaften, zuletzt die der sœurs de Saint-Brieux. Die Schwestern spielten in dieser Zeit eine wichtige soziale Rolle in der Gemeinde, indem sie Kinder beaufsichtigten, Haushaltsführung unterrichteten und medizinische Hilfe leisteten. Seit dem Weggang der letzten Schwester 1970 blieb das Haus unbewohnt und zerfällt wie bereits der Pavillon im Garten.[11]

- Dolmen von Escou. Bei einer Rodung wurde der Dolmen zwischen 1970 und 1975 entdeckt. Es handelte sich um drei verstreute Steinplatten, die nach ihrer Entdeckung zu einem Dolmen aufgebaut wurden. Die Deckplatte misst drei Meter in der Länge und 1,5 Meter in der Breite. Sie ruht auf zwei Stützen, die eine Grabkammer von zwei Metern Länge und 90 Zentimetern Breite begrenzen. Die Untersuchung der Steinplatten hat bestätigt, dass diese ursprünglich einen Dolmen gebildet hatten und dass sie aus dem gleichen Steinmaterial stammen wie die Dolmen von Précilhon und Escout. Auf dem Weg nach Buzy gibt es mehrere Megalithen, ein Zeichen für eine Verbindung der Wanderweidewirtschaft zwischen den Tälern in jener Zeit.[5]

## Wirtschaft und Infrastruktur

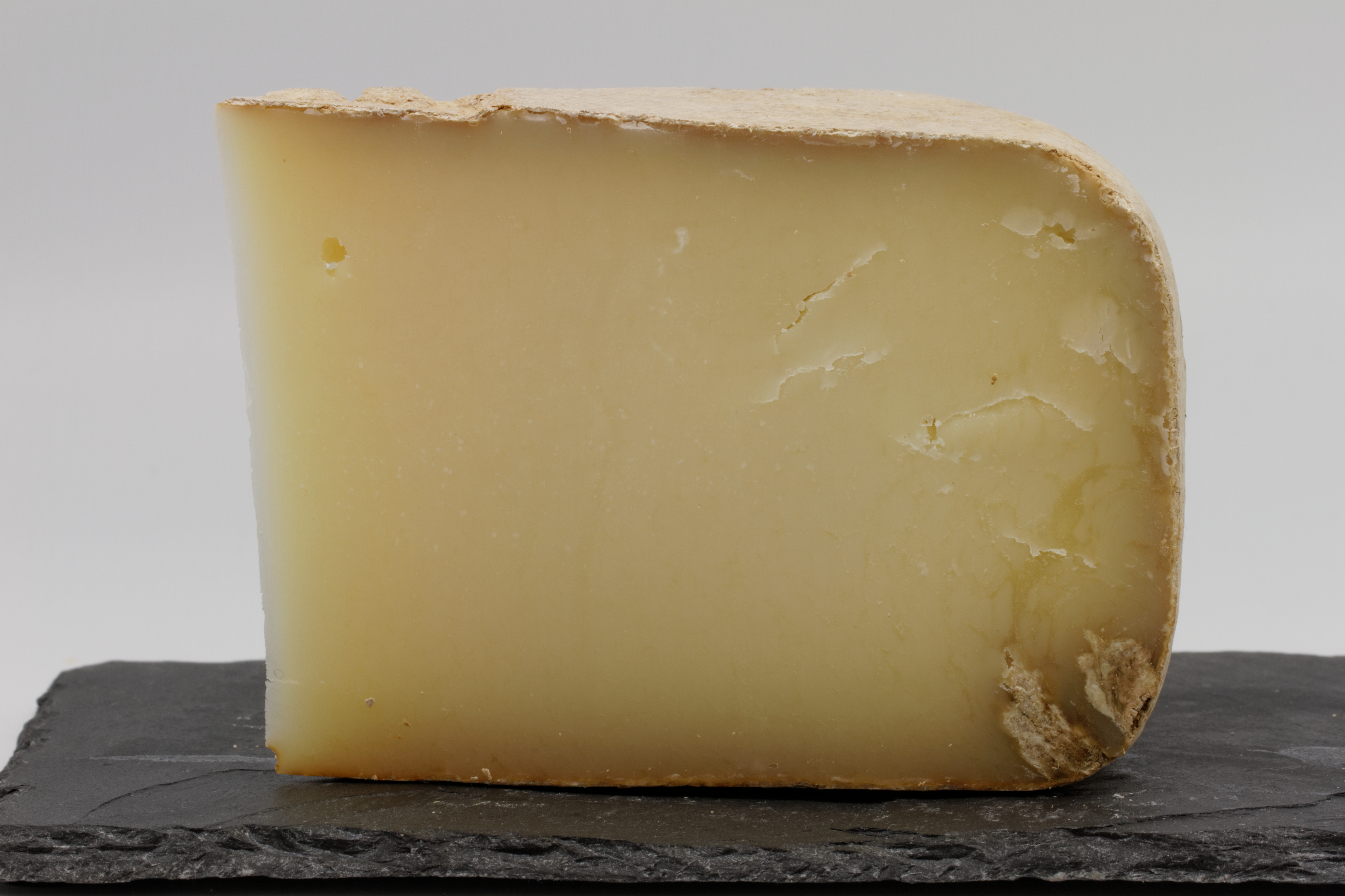
Ossau-Iraty

Escou liegt in der Zone AOC des Ossau-Iraty, eines traditionell hergestellten Schnittkäses aus Schafmilch.

### Bildung
Die Gemeinde verfügt über eine öffentliche Vorschule mit 70 Kindern im Schuljahr 2016/2017.

### Verkehr
Escou ist erreichbar über die Routes départementales 116 und 516.
Die Linie 63 des TER Aquitaine, einer Regionalbahn der staatlichen SNCF, bedient die Strecke von Pau nach Bedous über Oloron-Sainte-Marie, der heute betriebene Teil der Bahnstrecke Pau–Canfranc. Der Schienenweg durchquert das Gemeindegebiet, aber seit der Stilllegung 1970 hat die Gemeinde keinen Haltepunkt.